# Tryphon (Konstantinopel)

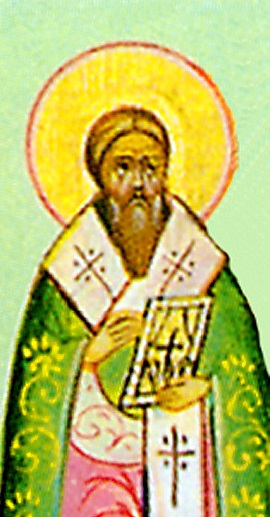
Tryphon von Konstantinopel

Tryphon war Patriarch von Konstantinopel (928–931). Er wird in der orthodoxen Kirche als Heiliger verehrt. Sein Gedenktag ist der 19. April.

## Leben
Tryphon war Mönch. Am 14. Dezember 927 (oder 928?) wurde er zum Patriarchen von Konstantinopel ernannt. Johannes Skylitzes berichtete, Kaiser Romanos I. habe das Amt für seinen Sohn Theophylaktos vorgesehen, wenn dieser das notwendige Alter erreicht habe.
931 weigerte sich Tryphon jedoch, zurückzutreten. Daraufhin wurde er provoziert, er könne nicht seinen Namen schreiben. Er setzte seine Unterschrift auf ein leeres Blatt. Diese soll dann für seine Rücktrittserklärung verwendet worden sein.
Tryphon wurde im August 931 letztmals als Patriarch erwähnt. Er soll in ein Kloster gegangen sein. Sein Todesjahr ist unbekannt.
Theophylaktos wurde im Februar 933 neuer Patriarch von Konstantinopel.